# Исла-де-Паскуа (провинция)
Исла-де-Паскуа (исп. Isla de Pascua) — провинция в Чили в составе области Вальпараисо. Расположена в Тихом океане на острове Пасхи (Рапа-Нуи). Провинция включает в себя единственную одноименную коммуну. Площадь провинции составляет 163,6 км². Численность населения — 7750 жителей (2017). Плотность населения — 47,37 чел./км². Административный центр — город Анга-Роа.

## География
Провинция расположена в Тихом океане, включает остров Пасхи, прилегающие островки (Моту-Нуи и др.), а также необитаемый остров Сала-и-Гомес.

## Демография
Согласно сведениям, собранным в ходе переписи 2017 г.  Национальным институтом статистики (INE),  население провинции составляет:
| Полное население                            | Полное население                            | Полное население                            | Полное население                            | Полное население                            | 7 750 |
| ------------------------------------------- | ------------------------------------------- | ------------------------------------------- | ------------------------------------------- | ------------------------------------------- | ----- |
| в том числе:                                | Городское население                         | 7322                                        | Процент городского населения, %             | 94,48                                       |       |
|                                             | Сельское население                          | 428                                         | Процент сельского населения, %              | 5,52                                        |       |
|                                             | Мужское население                           | 3819                                        | Процент мужского населения, %               | 49,28                                       |       |
|                                             | Женское население                           | 3931                                        | Процент женского населения, %               | 50,72                                       |       |
| Плотность населения, чел/км²                | Плотность населения, чел/км²                | Плотность населения, чел/км²                | Плотность населения, чел/км²                | Плотность населения, чел/км²                | 47,37 |
| Население провинции в % к населению области | Население провинции в % к населению области | Население провинции в % к населению области | Население провинции в % к населению области | Население провинции в % к населению области | 0,43  |

| Динамика изменения населения провинции | Динамика изменения населения провинции | Динамика изменения населения провинции | Динамика изменения населения провинции |
| -------------------------------------- | -------------------------------------- | -------------------------------------- | -------------------------------------- |
| 1992                                   | 2002                                   | 2012                                   | 2017                                   |
| 2764                                   | 3791▲                                  | 5761▲                                  | 7750▲                                  |

## Важнейшие населенные пункты[5]
| № | Населённый пункт | Населённый пункт (исп.) | Категория | Население чел. (2002) | На карте                         |
| - | ---------------- | ----------------------- | --------- | --------------------- | -------------------------------- |
| 1 | Анга-Роа         | Hanga Roa               | посёлок   | 3304                  | 27°08′53″ ю. ш. 109°25′38″ з. д. |